# Петар Пеца Петровић
Петар "Пеца" Петровић потписиван и као Петар Марш (Крагујевац, 1940) српски је новинар и водитељ.
Један од оснивача Студија Б у коме је од првих дана. Осим познате дечје емисије "Пеца и деца" уређивао је и водио култну емисију из области културе "Огледало" као и врло слушани недељни вишечасовни спортски програм "СОС - Све О Спорту". Написао је више од 1.500 песама за децу које је пуних 5 година свакога јутра "саопштавао" слушаоцима Студија Б. Многе од ових песама су компоноване и извођене на музичким фестивалима.

## Студентски дани
Као студент определио се за област термотехнике нуклеарних реактора из које је и дипломирао, да би се после посветио грејању и климатизацији, прво као конструктор апарата и уређаја, затим као руководилац радова на извођењу и пројектант, и најзад, пре преласка у Студио Б, на место помоћника директора, руковођењу техничким сектором у "Водотерми".
Далеких 60-тих година, своју новинарско-водитељску каријеру започео је у феријалном кампу у Макарској, где је 4 године, односно 4 врућа лета, био алфа и омега разгласне станице коју је промовисао као "феријални јавни сервис "Радио телевизија Горан - Макарска. У осталим годишњим добима, осим студирања на Машинском факултету (које је успешно обавио) уређивао је "Хумор" у листу "Феријалац" у коме су посебно били запажени стрип "Каишеви" и карикатуре које је по његовом сценарију цртао каснији "тата" Забавниковог Дикана, Лазо Средановић.

## Године рада
1977. године, осмислио је бренд "Слатка азбука" који је реализовала фабрика чоколаде "Банат" из Вршца, за који је на Изложби проналазаштва 1980. у Галерији "Видиковац" добијена Специјална похвала.
Чика Пеца је од 1993. до 2003. био и аутор свих садржаја који су се емитовали на дечјем телефонском броју 9843.
1997. године, покренуо је, као главни уредник, први таблоид у пуном колору за децу "Хоћу-нећу".
2000. године, композитор Данило Даниловић Данилушка, на Пецине текстове о словима наше азбуке, компонује мјузикл "Музичка азбука", а 2008. године, заједнички реализују пројекте навијачке химне "Напред, Србија!" и прелепе баладе "Заљубљен у Србију".
2008. године, освојио је престижну књижевну награду "Доситејево перо" за књигу песама "Срећна Нова година".
Почетком 2011. године, из штампе су проистекле: "Књиге песама за основце - за први, други, трећи и четврти разред", Песме о зубима "Зубологија", "Промукле песме", "Чвороскоп - дечји хороскоп", "Бајке за све који хоће да пајке", "Змајеви и змајарење", дидактичка игра "Мултијезичка словослагалица"...

## Занимљивости
Аутор је текста химне наше фудбалске репрезентације "Плави, напред плави" коју је компоновао Борис Бизетић као и сценарија за 20 цртаних филмова по својим "Причама из чудне шуме" у продукцији ТВ "СОС канала".
Мало ко зна да је Пеца Петровић, новинар и водитељ за слушаоце Студија Б, био истовремено познат као Петар Марш, дипломирани машински инжењер, пуних 12 година успешни технички директор великог предузећа "Водотерма" које је имало преко 1.000 радника.
Чика Пеца је такође боп познат као један од великих пријатеља Душка Радовића.